# مایکل مک‌اینتایر (قایقران)
مایکل مک‌اینتایر (انگلیسی: Michael McIntyre؛ زادهٔ ۲۹ ژوئن ۱۹۵۶) قایقران قایق بادبانی اهل بریتانیا است.